# Ted (phim)
Chú gấu Ted (tựa tiếng Anh: Ted) là một bộ phim hài hước và tâm lý của điện ảnh Mỹ do đạo diễn Seth MacFarlane thực hiện, phim công chiếu vào năm 2012. Ted có sự tham gia của các ngôi sao Mark Wahlberg, Mila Kunis, Seth MacFarlane, Joel McHale và Giovanni Ribisi.

## Nội dung
Ở thành phố Boston, cậu bé 8 tuổi John Bennett rất cô đơn vì không có bạn. Vào một đêm Giáng Sinh, John được bố mẹ tặng một con gấu bông, John đã gọi nó là Ted và ước mơ nó sẽ trở thành người bạn thân nhất của mình. Tình cờ lúc đó có sao băng xuất hiện, điều ước của John biến thành hiện thực.
Sáng hôm sau, John thức dậy và nhìn thấy gấu bông Ted đã có thể nói chuyện, đi đứng y hệt con người. Tin tức về chú gấu bông biết nói chuyện nhanh chóng lan truyền khắp nơi, Ted nổi tiếng khắp nước Mỹ. John và Ted trở thành bạn thân của nhau. 27 năm sau, John làm nhân viên trong một công ty cho thuê xe, anh ta có người yêu là Lori Collins. Còn Ted thì chỉ lo ăn chơi, mê gái và ham chửi tục.
Ted được nhận vào làm việc trong siêu thị, cậu ấy dám trốn việc để quan hệ tình dục với cô nàng Tami-Lynn khiến ông giám đốc tức giận. Nhiều lúc John và Lori dự định dọn ra ở riêng để tránh sự làm phiền của Ted, nhưng Ted vẫn cứ bám theo John. Một hôm nọ, có gã đàn ông xấu xa tên Donny bắt cóc Ted, hắn muốn Ted phải làm bạn với đứa con trai Robert của hắn. Ted lén lấy điện thoại của Donny gọi cho John và kêu John đến cứu.
John và Lori lấy xe đuổi theo xe của hai bố con Donny để cứu Ted. Bỗng dưng cơ thể Ted bị rách ra, bông trong người Ted văng ra ngoài, còn Donny vội vàng bỏ chạy khi thấy một chiếc xe cảnh sát đến nơi. John và Lori đem Ted về nhà rồi lấy kim chỉ may cơ thể Ted lại, nhưng Ted đã trở thành con gấu bông bình thường. Phát hiện có sao băng bay ngang, Lori liền ước cho Ted sống lại và sau đó Ted sống lại thật sự. Bộ phim kết thúc với cảnh John và Lori làm đám cưới, trong đám cưới đó có Ted cũng như nhiều nhân vật phụ khác trong phim đến dự.

## Diễn viên
- Mark Wahlberg vai John Bennett[1]
- Mila Kunis vai Lori Collins
- Seth MacFarlane vai Ted (lồng tiếng)[1]
- Joel McHale vai Rex
- Giovanni Ribisi vai Donny[1]
- Aedin Mincks vai Robert
- Bretton Manley vai John Bennett lúc nhỏ
- Zane Cowans vai Ted lúc nhỏ (lồng tiếng)
- Patrick Warburton vai Guy[2]
- Matt Walsh vai Thomas
- Jessica Barth vai Tami-Lynn
- Bill Smitrovich vai Frank Stevens
- Ralph Garman vai Bố của John
- Alex Borstein vai Mẹ của John
- Laura Vandervoort vai Tanya[3]
- Jessica Stroup vai Tracy[4]
- Sam J. Jones vai Sam J. Jones
- Norah Jones vai Norah Jones
- Robert Wu vai Ming
- John Viener vai Alix
- Mike Henry vai Phát thanh viên
- Danny Smith vai Bồi bàn
- Patrick Stewart vai Người dẫn chuyện
- Ryan Reynolds vai Jared